# Japanse keizereik
De Japanse keizereik of grootbladige Aziatische eik (Quercus dentata) is een loofboom uit napjesdragersfamilie (Fagaceae). De wetenschappelijke naam van de soort werd gepubliceerd door Carl Peter Thunberg in 1784.

## Kenmerken
De Japanse keizereik groeit tot een hoogte van 20 à 25 meter. De stam is diep gegroefd en heeft een zwartachtig grijze schors. De bladvorm van de soort is elliptisch en is 25 tot 75 cm lang. De bladrand bestaat aan beide zijden uit vijf tot negen golvende lobben. Ook heeft het blad 8 tot 12 aderen aan beide zijden van de hoofdnerf. De eikels groeien in clusters, zijn rond tot elliptisch en hebben een lengte van ca. 5 cm.

## Verspreiding
De soort komt voor in Chabarovsk en op de Koerilen in het Russische Verre Oosten, alsmede op de Japanse eilanden Kyushu, Shikoku, Honshu en Hokkaido, het Koreaans Schiereiland, het noorden, oosten en midden van China en lokaal op Taiwan.

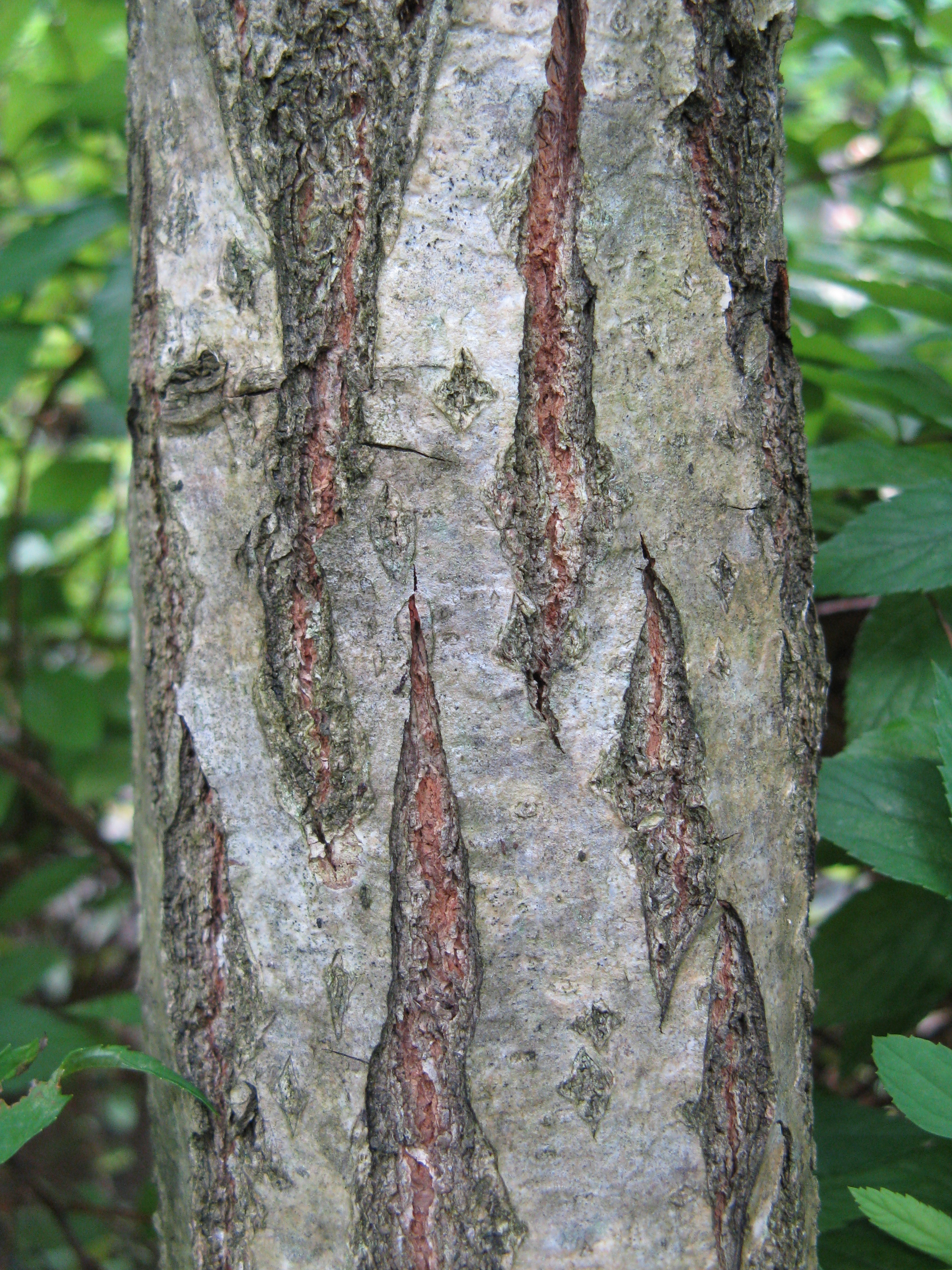
Stam
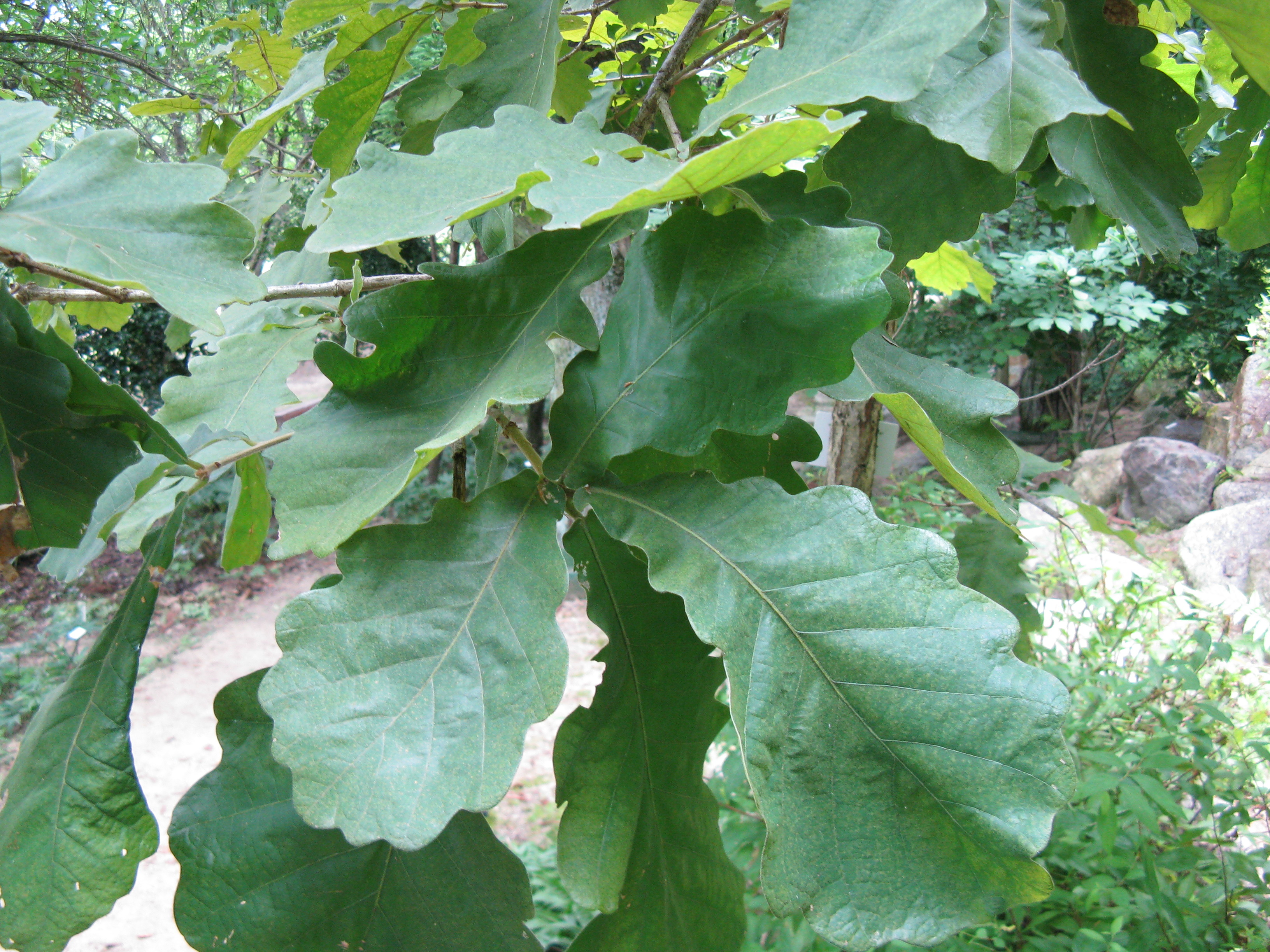
Bladeren
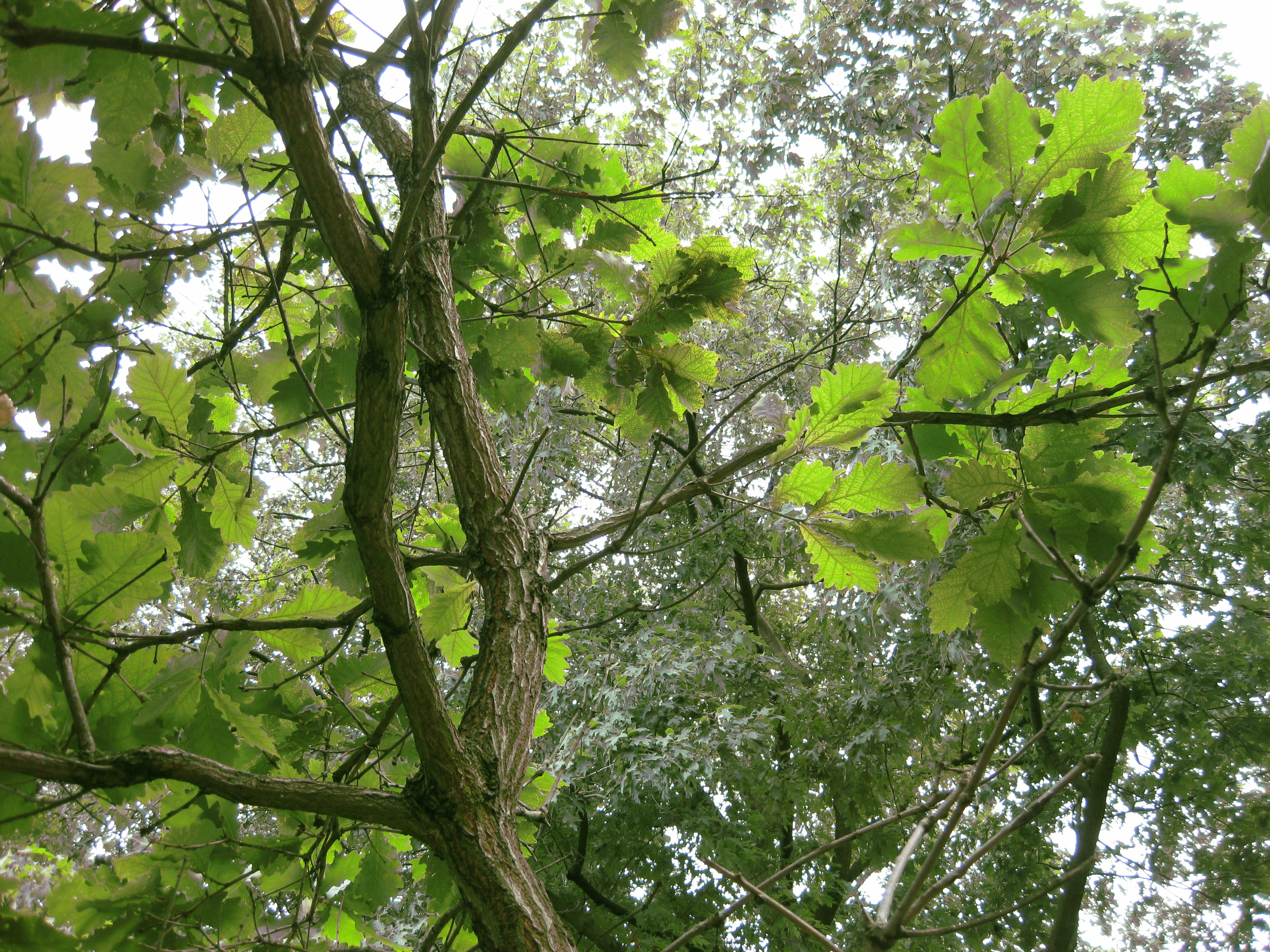
Jong exemplaar in Botanisk Have

Gezaagdbladige eik (Q. acutissima) · 
Amerikaanse witte eik (Q. alba) · 
Japanse eik (Q. aliena) · 
Gouden eik (Q. alnifolia) · 
Californische struikeik (Q. berberidifolia) · 
Tweekleurige eik (Q. bicolor) · 
Moseik (Q. cerris) · 
Hulsteik (Q. coccifera) · 
Scharlaken eik (Q. coccinea) · 
Japanse keizereik (Q. dentata) ·  
Portugese eik (Q. faginea) · 
Steeneik (Q. ilex) · 
Californische zwarte eik (Q. kelloggii) · 
Quercus lamellosa · 
Quercus lusitanica · 
Perzische eik (Q. macranthera) · 
Mongoolse eik (Q. mongolica) · 
Moeraseik (Q. palustris) · 
Wintereik (Q. petraea) · 
Donzige eik (Q. pubescens) · 
Pyrenese eik (Q. pyrenaica) · 
Zomereik (Q. robur) · 
Amerikaanse eik (Q. rubra) · 
Kurkeik (Q. suber)